# 오태석 (국악인)
오태석(吳太石, 1895년 ~ 1953년)은 일제강점기 때 가야금 병창 명인이다.

## 생애
조선 말에 전라남도 낙안군(樂安郡)(현 순천시 낙안면 동내리 398번지(낙안읍성 민속마을.사적 제302호))에서 태어났다. 가야금 병창은 본래 가야금 산조 명인이 여기(餘技)로 하는 것이었고 병창의 성음은 '석화제'라는 병창 특유의 제로 부르는 것이 전통이었으나 그는 가야금 산조의 명인이 아니면서도 타고난 성량으로 판소리 성음을 가야금 병창에 얹은 개혁자였다. 크고 고운 목과 맛있는 목구성과 재치있는 너름새로 청중의 심금을 울리었다. 전통적인 석화제(制) 위에 오태석 제(制)를 개발하였다. 경향(京鄕)에서 그의 대중적인 인기는 판소리보다 오히려 높았으며 수많은 음반(音盤)이 아직도 남아 있다.
조선성악연구회와 기타 많은 창극 단체에서 연주 활동을 하였다. 일제 때 취입된 많은 음반이 남아 있는데《흥보가》중에서 박타령과《심청가》중에서 심청모 출상하는 대목이 걸작이다.

## 같이 보기
- 박녹주